# 中國共產黨台北市工作委員會
中國共產黨台灣省台北市工作委員會，簡稱台北市工作委員會、中共台北市委，是中国共产党在台湾省台北市的地方组织，是中共台湾省委的派出机构。
中共台北市委為中國共產黨設置於台灣台北市之外圍組織，成立於1947年10月，以讀書會形式進行活動，由郭琇琮負責。台北市工作委員會轄下設有台灣大學附屬醫院支部、草山支部、菸酒公賣局支部、台北電信局支部、士林熱帶醫學研究所支部、雙園支部、和尚州支部及第一至第五之台北街頭支部等等。1950年，毛人鳳主導之保密局破獲該委員會，並立即逮捕委員會所有成員達51人。其中包含擔任委員會書記一職的郭琇琮在內，此「匪諜案」共有15人遭槍斃，36人被判1至15年有期徒刑。
台北市工作委員會為台灣省工作委員會最大直屬機構，株連政治犯甚多。而1950年代此「北工委案」的爆發，開啟以台北市為主的台灣白色恐怖時期，此時期甚至可延伸到1970年代，甚至到1990年代該案才藉由口述歷史等活動得以部分平反。

## 成立背景
郭琇琮原本在日治時代即參與反日組織，進而結識一群志同道合的朋友，其中也包含了台北二中李中志、陳炳基等人，當時他們甚至考慮武裝攻擊日軍，發動策反或下毒方式來迎接盟軍，1945年戰爭結束後，部分台籍青年同情中共遭遇，並對毛澤東提出的新民主主義心生嚮往，以此，在中國的知識份子之間開始出現大幅度地的左傾，1945年開始，國府與共產黨的爭鬥益加劇烈，自此，中共開始大量滲透到非淪陷區，及至1946年沈崇案發生後，國府聲望一落千丈，各地學潮不斷，而大學生甚至為支持共產主義遊行並瘋狂引為風尚，此時期加入共產黨的台籍青年如吳克泰、陳炳基或滲透至台灣的學者如黃肅秋等，開始結合舊日在台的同志，開始加入解放台灣的工作，此類工作早在1946年海南及其他國府掌控區域即不斷發生，只是當時無法可作為依據進行逮捕及審問，以此至二二八發生後，大量台籍菁英左傾，加上當時國府在中國戰事節節敗退，猶如風中殘燭，激起有志青年加入中共解放台灣的工作，當然也有少部分投機者認為國府不可能支撐超過1年，加以老台共如廖瑞發與回台後的蔡孝乾、張志忠本來在日治時期即與部分反日青年相結合，因此雙方至此快速激盪，在1947年之後，地下黨的組織快速膨脹，台北市工作委員會就是在這種背景下誕生。
擷取三位臺大醫院相關者的回憶發言
李鎮源：
光復之初，台灣重回祖國懷抱，我們心裡都感到無比興奮，甚至寫了標語歡迎國軍到來。然而目睹了來接收的文武官員腐敗的行為，慢慢對國民政府感到失望。特別是二二八事件發生，台灣菁英，或者被殺、或者失蹤。一般民心，受到這事件影響，紛紛背離。而共產黨藉著宣傳優勢，獲得民心支持，迫使國民政府撤退到台灣來。因此當時﹙的﹚共產黨，不管是形象或者是民心，都比國民黨還要好，或多或少許多知識份子都受了這樣的影響。
顏世鴻：(取第二段)
事實上，許強他們一開始所認同的祖國是蔣介石領導的祖國，為什麼像他們這樣優秀的青年會對蔣介石政府失望？我想，最主要的就是：「二.二八事變」讓他們思考到必須在「紅色祖國」和「白色祖國」中選擇，最後，當然是選擇了前者。其實，這說起來也是很簡單的；因為在日據時期，年輕人讀馬克思主義思想的書是一件很平常的事情，到處都可以買到這些書。日本人在思想上是不干涉的，他們在乎的是行動。
邱林淵：(取相關的一段)
看了許強給我們的關於解放區的資料以後，我感到他們共產黨人真的是在為中國奮鬥，比較有前途，而且，中國將來就應該有這樣進步的社會才對。所以，我覺得，為中國的革命工作，要比我去做一些無足輕重的事業，來得有意義。從那之後，我開始想離開台灣，到大陸解放區去。

## 成立過程
1947年6月，就教於台灣最高學府台灣大學附屬醫學院，擔任助理教授一職的台灣人郭琇琮經由友人參與中國共產黨，並以假名「蕭道應」擔任台大醫學院中國共產黨支部書記。實際上，蕭道應也在台大工作，並被吸收入組織，郭琇琮組織支部及後來工作委員會之長官，是知名台灣共產黨黨員蔡孝乾。依陳英泰先生之紀錄有關地下組織之建立，北市工作委員會係由廖瑞發及郭琇琮等人成立，後交徐懋德負責，郭琇琮則負責發展蘭陽支部，台北市工作委員會初由黃石岩、廖瑞發主持，至破獲時又轉由郭琇琮負責，而陳英泰本人係由鄭文峰介紹加入，初期有11個支部，後期發展為29個支部，主要負責人有，委員：郭琇琮、吳思漢，草山支部:鄧火生，和尚州支部：陳宇，士林電工廠支部：沈招檳，第一、第二至第五街頭支部：王耀勳、張國雄、盧志彬、田進添、高懷國，菸酒公賣局支部：高添丁，士林熱帶醫學研究所支部：朱點人，雙園支部：朱耀珈。
由於蔡孝乾與郭琇琮運作，加上國民黨於大陸政權受到共產黨挑戰，及二二八事件爆發後國民黨政府於台灣亦喪失人民支持，臺大醫院多位醫生加入，其中以吳思漢、謝湧鏡、許強等為活動力較強人士。
據保密局官方資料顯示，1947年10月，隸屬於台灣省工作委員會之台北市工作委員會成立，仍以臺大醫院台灣共產黨黨徒為主要幹部，另外，成立草山支部、菸酒公賣局支部（即日治時期專賣局）、台北電信局支部（台北北門）、士林熱帶醫學研究所支部、雙園支部（台北萬華）、和尚州支部（位於今新北市蘆洲區）及第一至第五之台北街頭支部等等。不過，據口述歷史顯示，除台北市工作委員會正式成立之外，其餘支部並不存在，最多也僅以讀書會形式存在。

## 逮捕
1948年11月廖瑞發發展之成員林慶雲的外圍組織「愛國青年會」被台灣省警務處破獲，經促轉會解密國家檔案局相關卷證後，由林慶雲之自白書給谷正文，鉅細靡遺的詳述了組織成員，包括郭琇琮、謝湧鏡、張金海、李中志、廖瑞發、林正亨、張硯、陳本江、傅世明、鄭海樹、謝桂林、蔡孝乾、李水井、李蒼降、李份、孫古平、盧鏡澄、許希寬等。牽連包含台北市工委會、台灣省工委、基隆市工委會、台南市、高雄市工委會等案。
1949年10月，以讀書會等形式擴充委員會的共產黨員郭琇琮，將台灣省地圖與《台北市工作委員會工作報告書》等資料，執交林秋興共產黨黨徒，並經由香港準備交付位於中國大陸之共產黨工作人員。不過林秋興於啟程前於台灣基隆遭中華民國政府逮捕。據陳英泰先生回憶，林秋興本已潛逃至大陸，因急欲探望重病的母親而返台，並從事諜報活動遭監視並逮捕。情治機構於是藉此工作書內容展開嚴密偵查，並於1950年1月逮捕郭琇琮、蔡孝乾、吳思漢等「重要幹部」。
1950年5月， 中華民國國防部保密局官員與國立台灣大學校長傅斯年交涉後，再度擴大搜捕過程，其中，較為重要者有臺大醫院第三內科主任許強、眼科主任胡鑫麟、耳鼻喉科醫師蘇友鵬和皮膚科醫師胡寶珍。

## 審判與槍決
中共台北市工委遭国防部保密局破獲後，中华民国政府即舉行未公開之審判，初判將讀書會成員中「涉案情節重大」的郭琇琮、吳思漢、謝湧鏡、鄧火生、王耀勳、朱耀珈、許強、高添丁、張國雄、盧志彬等10名判為死刑。9月21日，台灣省保安司令部將所謂「匪台北市工作委員會叛亂案」的判決書 呈報國防部總政治部主任蔣經國，最後定奪。 因為國民黨黨內政治氣氛更為緊縮，台灣政府又將初判時12年的劉永福、蔡炳、李東益3人與無期徒刑的謝桂林四名被改爲死刑，加上蔡瑞欽因他案遭槍決，於是牽涉該案而執行死刑的一共增加爲15名。另外，則有謝新傑、林義旭、林麗南、高明柏、楊成吳、呂聰明、胡寶珍、潘水匱、蘇友鵬、陳海清、吳定國、陳勤（女）、吳振壽等人則判1至15年徒刑，後據口述歷史顯示，絕多數人是遭台灣情治機構濫捕，諸如物證則有蘇友鵬閱讀之狂人日記、吳振壽代李東益修理之收音機。
由於早年口述歷史許多當事人有所顧忌，但隨著整個社會氛圍的改變，近年陸續坦露出其參加地下黨的事實、宣示、發展乃至群眾工作，許多過去被掩蓋真相，逐漸被發掘出來，當時表示不清楚不知道的無辜受害者，開始講述其加入共產黨的過程與心路歷程，對於當時宣稱不認識的人，也開始講述其認識與介紹加入共產黨的過程，如林麗南對高添丁與廖瑞發見面引薦加入共產黨經過。有驚人記憶力的陳英泰，鉅細靡遺的紀錄了組織成員與他們的故事。

## 他案
「台北市工作委員會案」爆發後，因受難者遭刑求及情治人員、線民謀求派案獎金等因素，大規模濫捕行動展開。1960年代之前，北工委案相關的白色恐怖案件計有
- 台北街頭支部案，槍決兩人，判刑10人。
- 學生工作委員會案，槍決11人，判刑29人。
- 郵電總支部案，槍決2人，判刑33人。
- 臺灣省工委會鐵路部分組織案，槍決5人，判刑20人。
- 台北司機工會支部案，槍決1人，判刑19人。
- 台北電信局支部案，判刑12人。
- 松山第六機廠支部案，槍決2人。判刑2人。
- 基隆市工作委員會案，槍決7人，判刑37人。
- 桃園龜山支部案，槍決5人，判刑27人。

### 引用
1. ↑  藍博洲. . 日本: 台灣人民出版社. 2010-09-10.
2. ↑  藍博洲. . 台北: 晨星出版社. 2000-04-01.
3. ↑  藍博洲. . 台北: 印刻文學. 2015-05-19.
4. ↑  陳正茂. . 台北: 威秀資訊. 2009-03-01.
5. ↑  藍博州，《這個人，國家不能讓他活下去了》http://historio.asia/?p=277 （页面存档备份，存于）
6. ↑  台灣，《安全局機密文件---歷年辦理匪案彙編第二輯》，P14-P22
7. 1 2 3 4  陳英泰. . 唐山出版社. 2009-12-01.
8. ↑  國防部軍事情報局 國防部情報局. . 國防部軍事情報局. 1948-12-30~1971-07-27  [2022-09-27]. （原始内容存档于2022-09-04）.
9. ↑  . 台北: 中央日報. 1950-07-14.
10. ↑  <39>1950年9月3日初判判決安潔字第2204號判決書（審判官：陳有齡；書記官：石璞）
11. ↑  《安全局機密文件---歷年辦理匪案彙編第二輯》，p. 22.
12. ↑  林傳凱. . 臺灣: 國立臺灣歷史博物館. 2001-06-29. ISBN 9788017131115.